# 豆滿江洞
豆满江洞（韓語：두만강동）是北韓羅先市先鋒區域的一个街区，靠近中朝俄三國邊界交匯處 。它也是朝鲜距离俄罗斯边境最近的城镇，与俄罗斯村莊哈桑和中国防川村隔江相望。朝俄国境友谊桥连接豆满江和哈桑，是雙方全長17公里（11英里）的邊境上唯一的过境点。来往俄罗斯的列车均由豆满江站处理（北韓軍人會上車檢查等）。